# Michał Chmielewski
Michał Chmielewski, född 8 juni 2004, är en polsk simmare. Hans tvillingbror, Krzysztof Chmielewski, är också en simmare.

## Karriär
Vid EM 2024 i Belgrad tog Chmielewski brons på 200 meter fjärilsim.